# Shannon Lagoon
Die Shannon Lagoon ist ein See im Zentrum des australischen Bundesstaates Tasmanien.
Der See liegt im zentralen Hochland, unmittelbar südlich des Great Lakes. Der Shannon River durchfließt ihn. Unweit seines Nordufers liegt die Siedlung Miena. Dort verläuft auch der Lake Highway (A5).